# Катастрофа «Дун фан чжи сін»

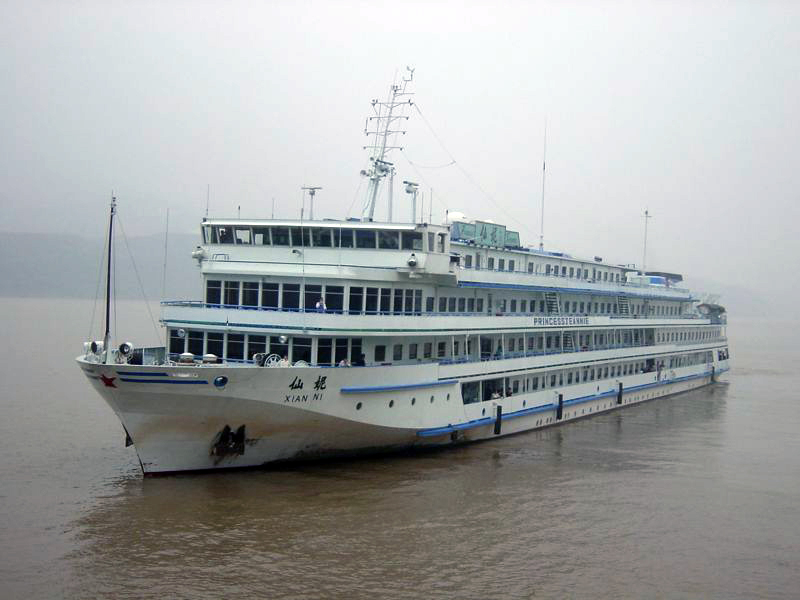
Аналогічне за класом судно

Катастро́фа теплохо́да «Дун фан чжи сін» — катастрофа судна, що сталася з китайським туристичним теплоходом 1 червня 2015 в Китаї на річці Янцзи. Під час сильного шторму, викликаного смерчем, теплохід, на якому перебували 456 осіб, у тому числі 405 пасажирів, 46 членів екіпажу, 5 гідів затонув протягом двох хвилин, не подавши сигналу лиха.
«Дун фан чжи сін» («Зірка Сходу») — звичайний круїзний лайнер довжиною 76,5 метра, заввишки 11 метрів, водотоннажністю 2,2 тисячі тонн, міг прийняти на борт до 534 пасажирів. Він прямував з Нанкіна (центр східно-китайської провінції Цзянсу) в Чунцін (південний захід Китаю). Трагедія сталася в районі міста Цзяньлі о 21:28 за китайським часом. Усі люди, що перебували на борту, — громадяни КНР, переважно пенсіонери віком від 50 до 80 років.
Глибина річки в місці загибелі «Зірки Сходу» — близько 15 метрів. Рятувальники визначили місце катастрофи візуально: крізь товщу води видно кіль теплохода, що перекинувся. 2 червня водолази, простукуючи корпус, почули у відповідь сигнали, що свідчить про наявність усередині корпуса — в повітряних мішках — людей, які вижили. За іншими даними — про це повідомили вцілілі в катастрофі.
4 червня увечері теплоход був піднятий на поверхню. Операція з підйому зайняла близько двох годин. До ранку 5 червня були знайдені тіла 82 загиблих, ще 360 пасажирів і членів екіпажу вважаються зниклими безвісти. Врятуватися вдалося лише 14 учасникам круїзу.